# Jatropha macrantha
Jatropha macrantha, o Huanarpo Macho o más recientemente Viagra peruana, es una especie de árbol o arbusto de tamaño medio perteneciente al género Jatropha con flores de color rojo anaranjado. Es originaria de Perú. La madera del tallo y la corteza en polvo se considera un afrodisíaco masculino. Es tan popular en el Perú como Muira Puama es en Brasil.

## Distribución
Se distribuye por Perú en los departamentos de Ancash, Arequipa, Cajamarca, Huánuco, La Libertad y Lima a una altitud de 1500 a 2500 metros

## Propiedades
Catequina, catechin-7-O-β-glucopyranoside y procianidina B3 se puede encontrar en Huanarpo Macho.

## Taxonomía
Jatropha macrantha fue descrita por Johannes Müller Argoviensis y publicado en Linnaea 34: 209. 1865.